# Ruche
Pour les articles homonymes, voir Ruche (homonymie) et La Ruche.
Ne doit pas confondu avec un rucher, ni avec un nid d'abeilles.

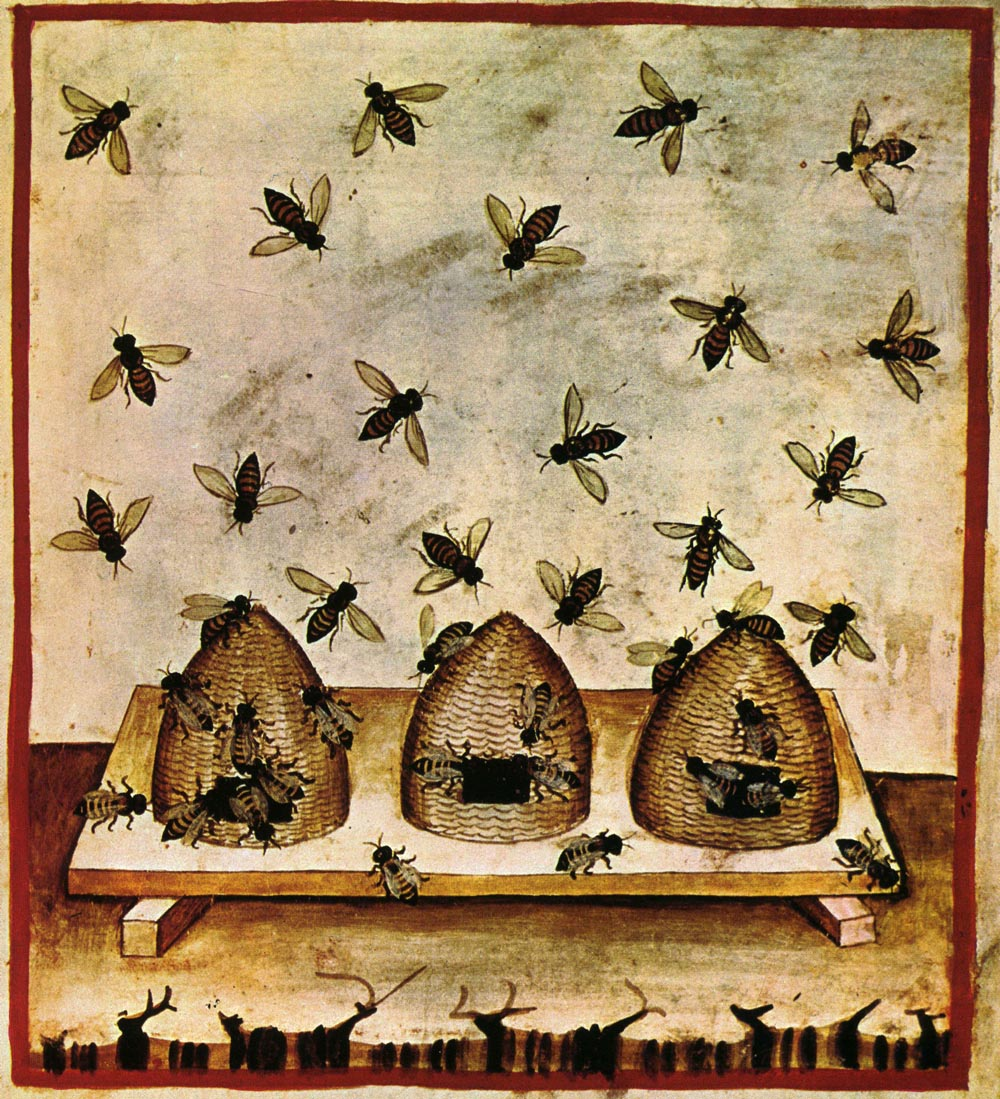
Illustration de ruches tirée d'une version du Tacuinum sanitatis (XIVe siècle).

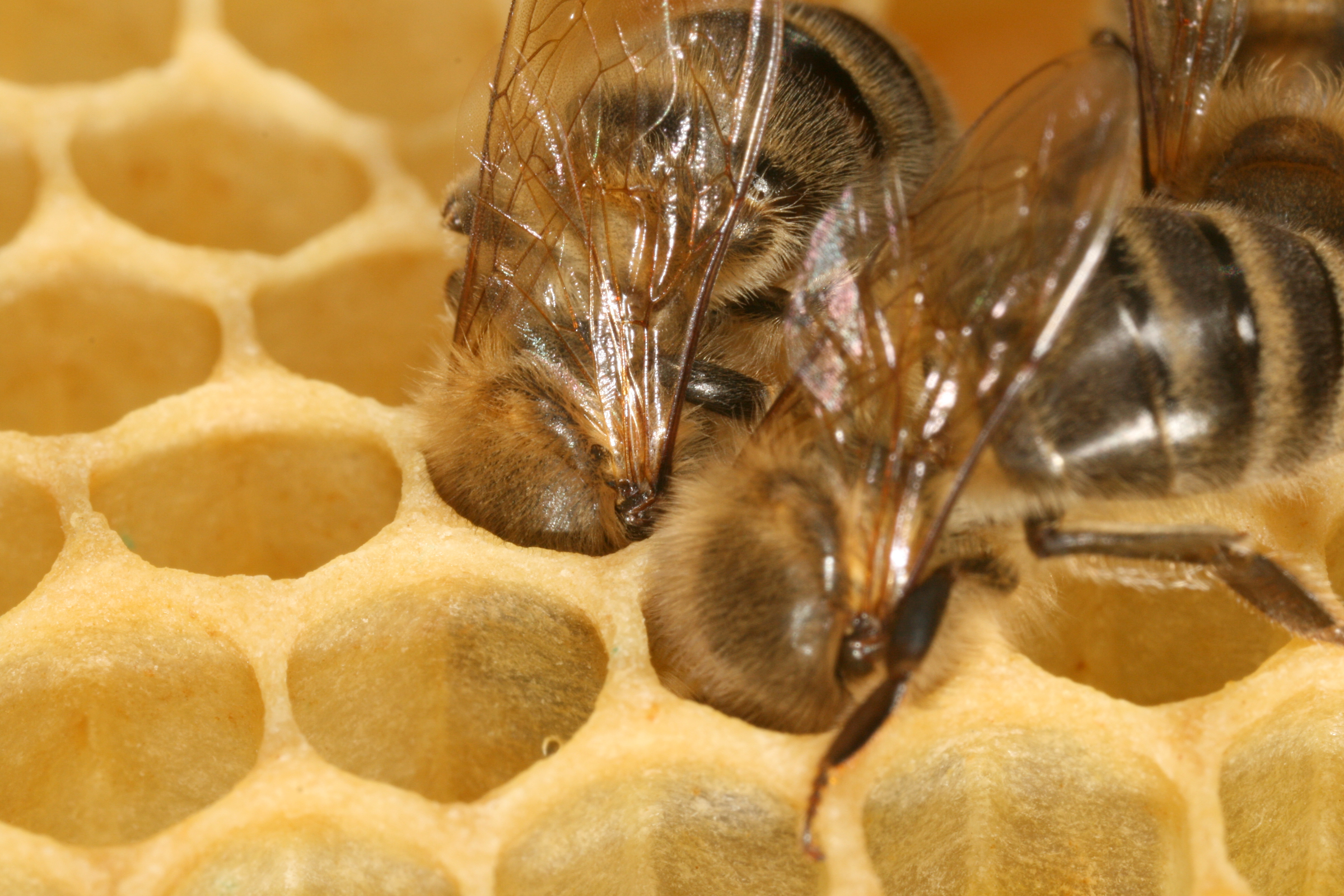
Pendant une bonne année, une ruche très forte peut produire 100 kg de miel, soit en moyenne 1 kg de miel/jour correspondant à 4 millions de fleur visitées et 4 litres de nectar récoltés quotidiennement par les butineuses.

Une ruche est une structure presque fermée abritant une colonie d'abeilles. L'intérieur de la ruche est composé de rayons formés par des cellules hexagonales de cire d'abeille. Les abeilles utilisent ces cellules pour le stockage de la nourriture (miel et pollen), et pour stocker les œufs, larves et nymphes pour le renouvellement de la population.

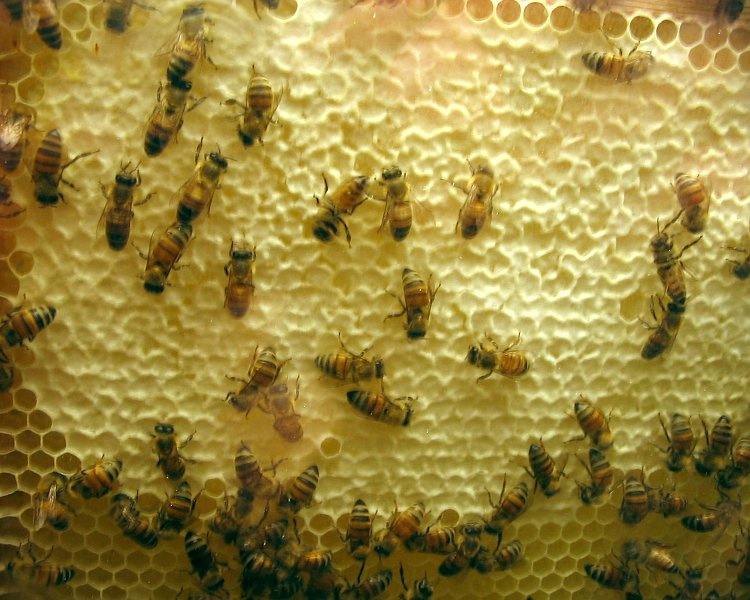
Intérieur d'une ruche artificielle.
Il a été récemment démontré que la structure hexagonale utilisée par l'abeille depuis des millions d'années est celle qui permet d'aménager le maximum d'alvéoles en utilisant un minimum de cire. La conjecture date du IVe siècle, mais n'a été démontrée qu'en 1999 par le « théorème du nid d'abeille ».

En apiculture, la ruche est l'unité de vie construite par l'apiculteur pour accueillir une colonie d'une des deux espèces d'abeilles domestiquées (Apis mellifera ou Apis cerana). Il s'agissait autrefois d'une structure tressée ou creusée dans un tronc mort. Il s'agit aujourd'hui généralement d'une caisse de bois. Lenruchage ou lenruchement est l'action de peupler d'abeilles une ruche. Un groupe de ruches est un rucher.

## Les ruches naturelles
À l'état naturel, les abeilles sauvages s'installent dans diverses anfractuosités situées généralement en hauteur, troncs creux, falaises, constructions humaines dont les cheminées. À défaut, elles s'établissent à l'air libre, sous une branche d'arbre.

## Les ruches traditionnelles
Les premières ruches traditionnelles sont primitives, constituées d'un volume simple, par exemple une section d'arbre creux ou un panier-cloche en paille. La récolte se fait par destruction de la colonie (par le soufre notamment) ou prélèvement de rayons.
On peut dire que les ruches traditionnelles ne font qu'apporter une enveloppe à la colonie des abeilles. Parce qu'il n'y a pas de structure à l'intérieur d'une ruche traditionnelle, les abeilles remplissent leur ruche de miel, déposé dans des alvéoles de cire, appelés alvéoles à miel.
L'alvéole à miel se lie fortement, et on ne peut la déplacer sans le détruire. Donc la récolte du miel détruisait en général la ruche, malgré les modifications apportées pour éviter sa destruction.
On extrayait en général le miel des ruches traditionnelles par pressage ou tapotage, ce qui écrasait les alvéoles faits de cire. À cause de cette méthode de récolte, les ruches en paille fournissaient plus de cire mais moins de miel qu'une ruche moderne. Plus tard, l'abbé Émile Warré a inventé un modèle de ruche populaire à porte-rayons fixes ou à cadres mobiles, la ruche dite Warré.
Cependant, les abeilles étant menacées et protégées par la loi dans de nombreux pays, dont la France, ces méthodes traditionnelles sont peu utilisées. Dans certains pays, la loi contraint l'apiculteur à s'assurer de la santé des colonies, et donc à avoir un accès à la ruche pour détecter les maladies et les parasites, sans destruction des alvéoles, et souvent de la colonie.
Il y a quatre sortes de ruches traditionnelles : les ruches en tuiles, les ruches tressées en paille ou en osier, les ruches de gomme, les ruches-troncs. En France, ce dernier type de ruche se rencontrait notamment dans les Cévennes.

Il existe également des ruches emmurées, notamment dans la Manche.

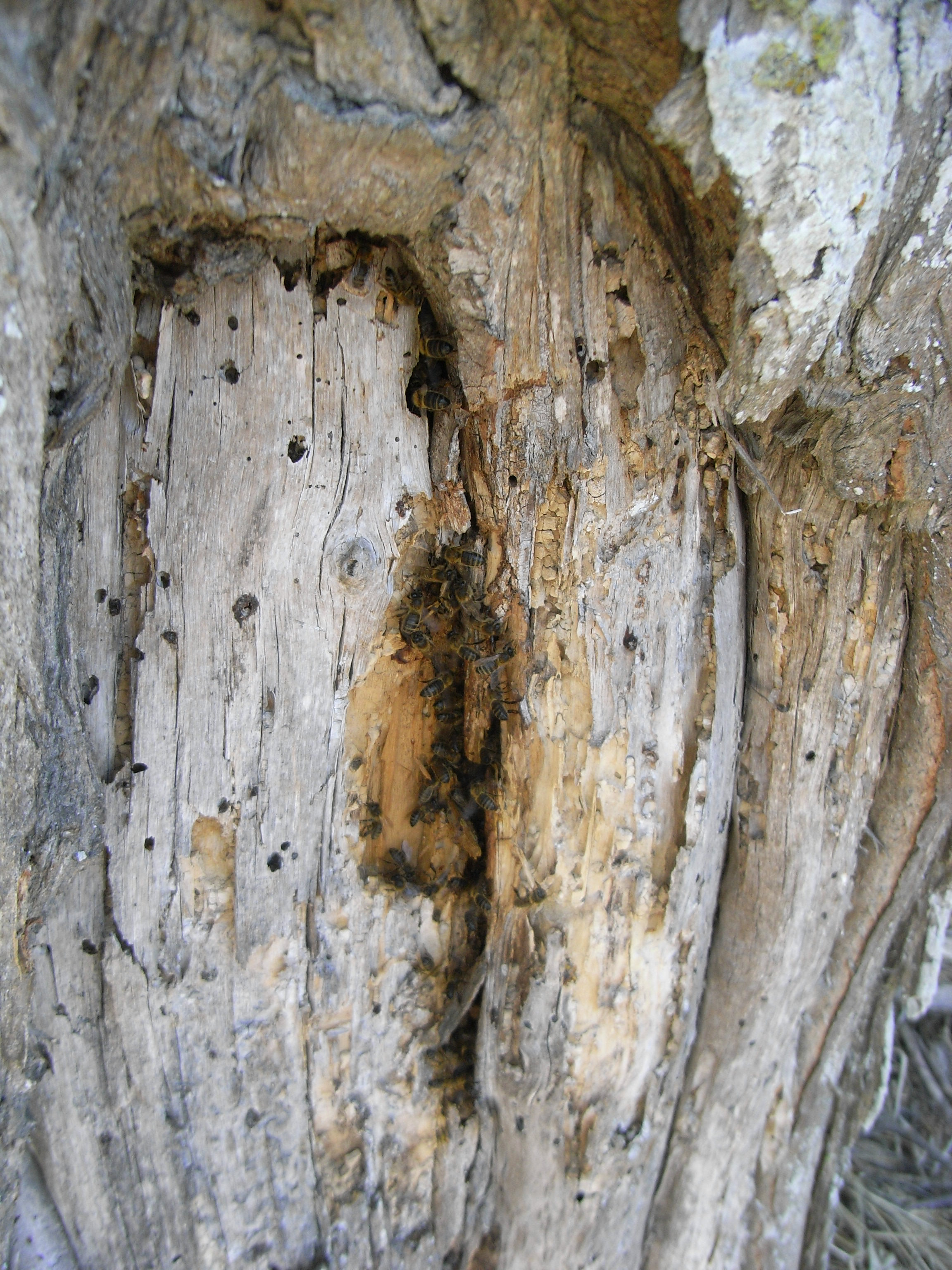
Abeilles dans un tronc d'arbre (marais poitevin)
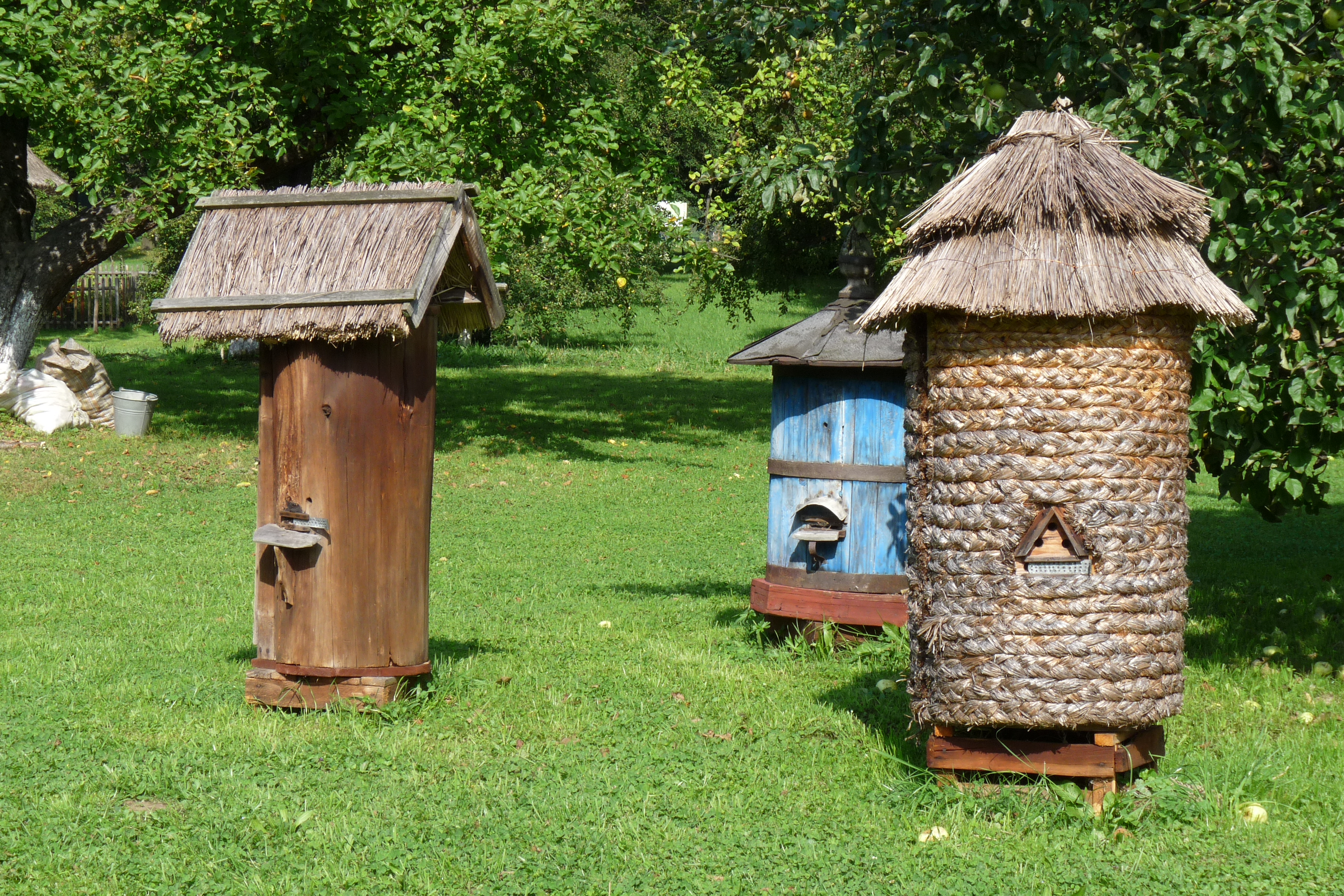
Ruches traditionnelles (Pologne[5])
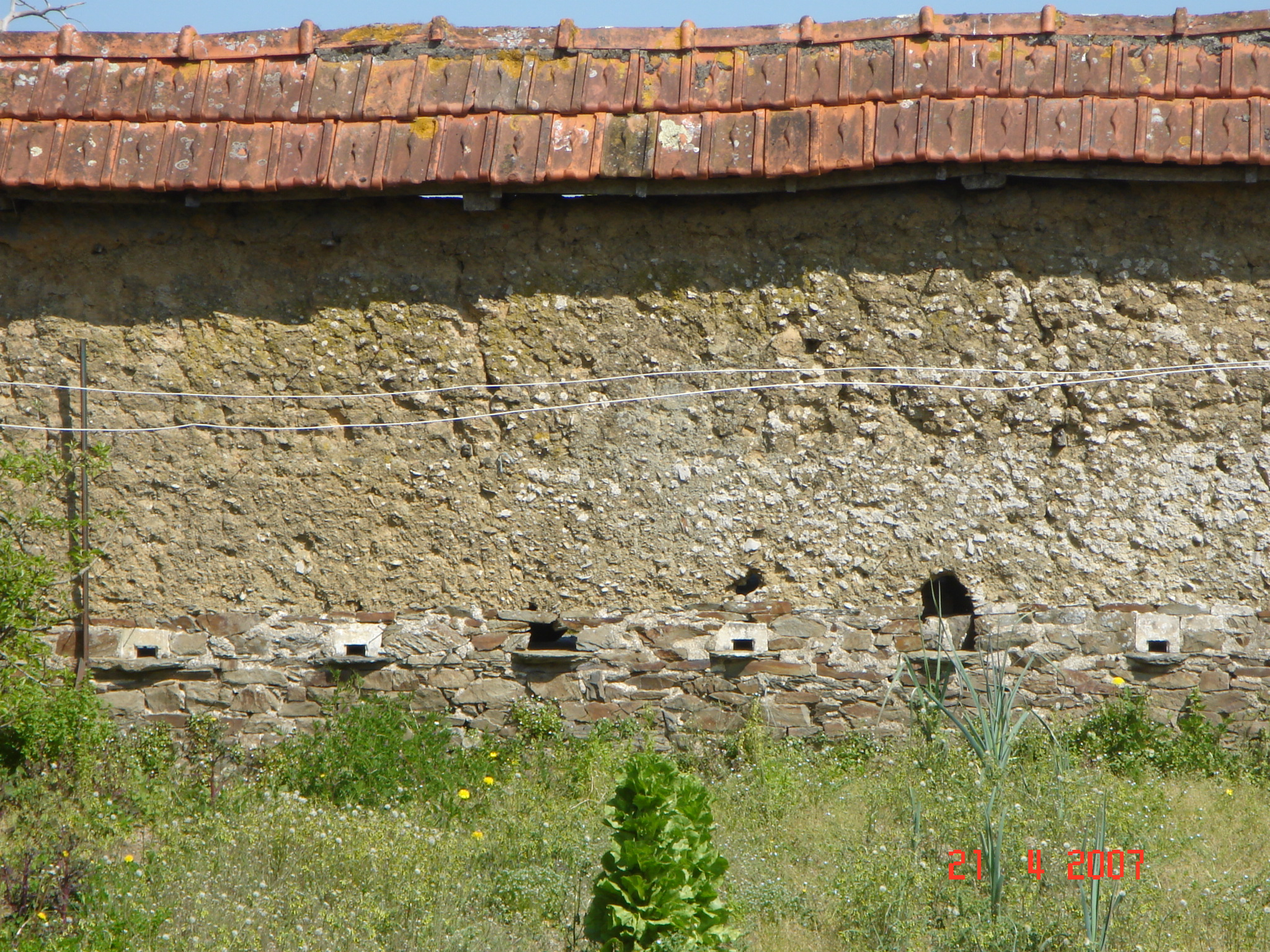
Ruches emmurées
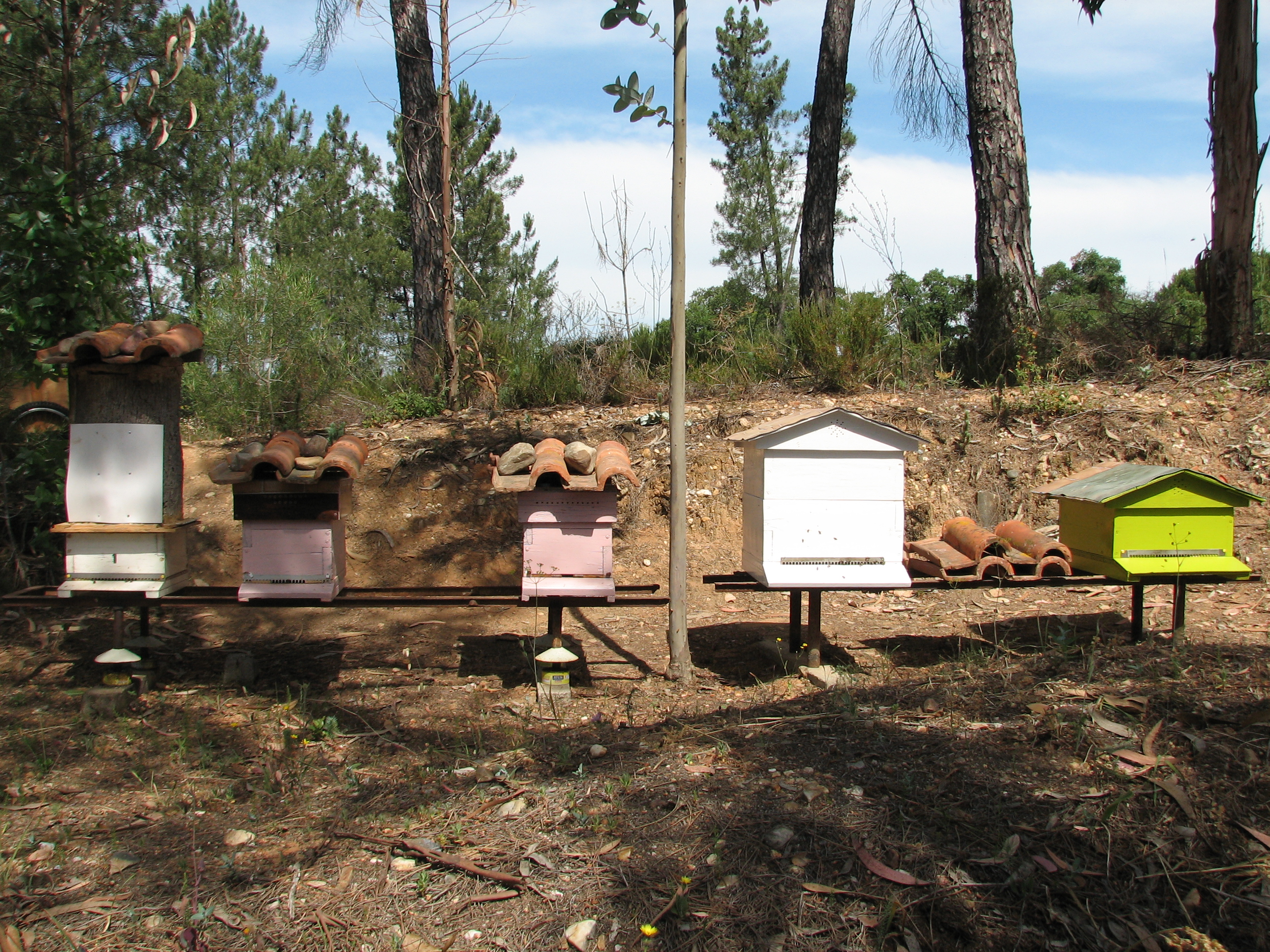
Rucher « classique » au Portugal
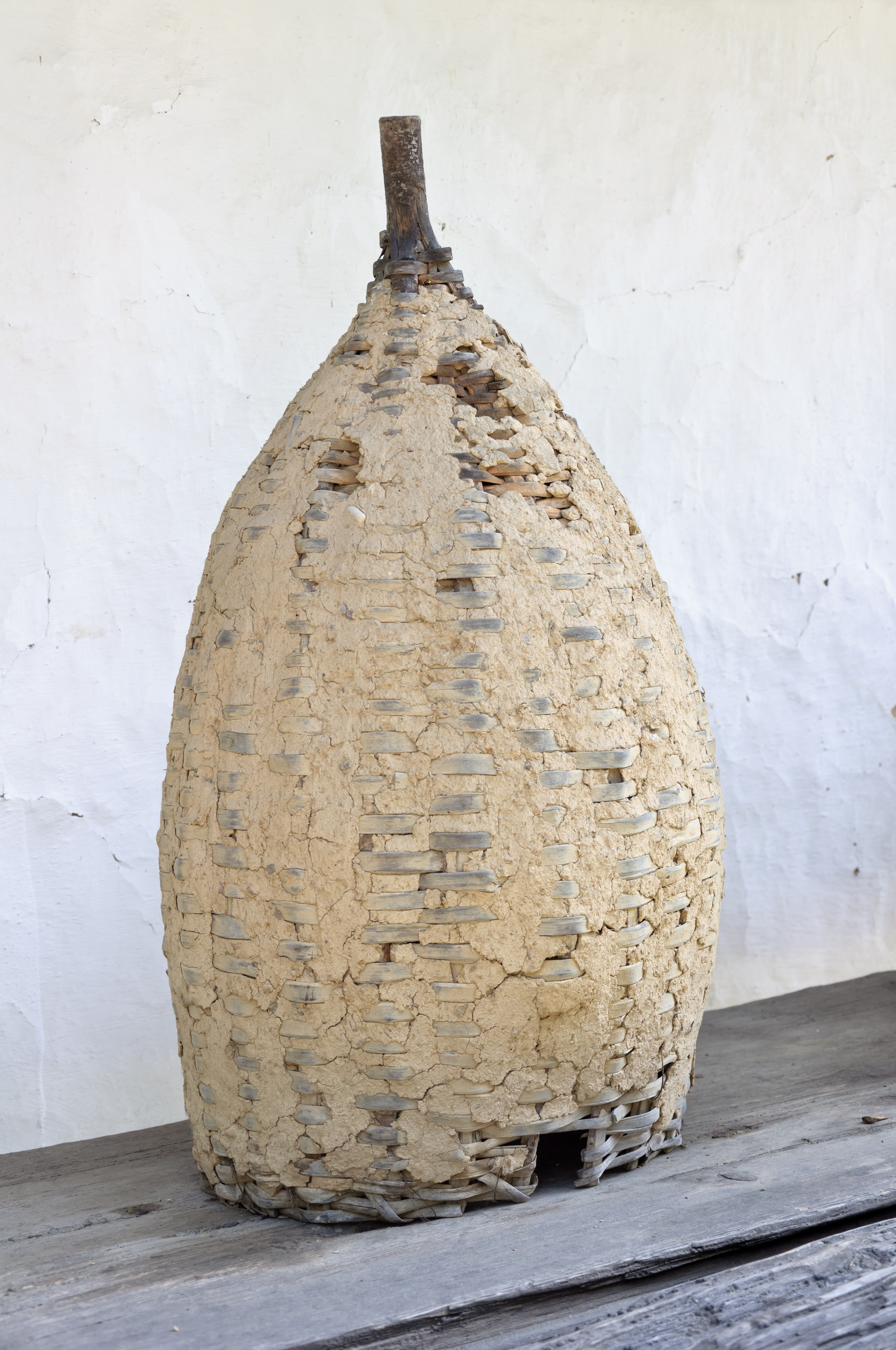
Ruche traditionnelle en osier recouvert de torchis (Roumanie)
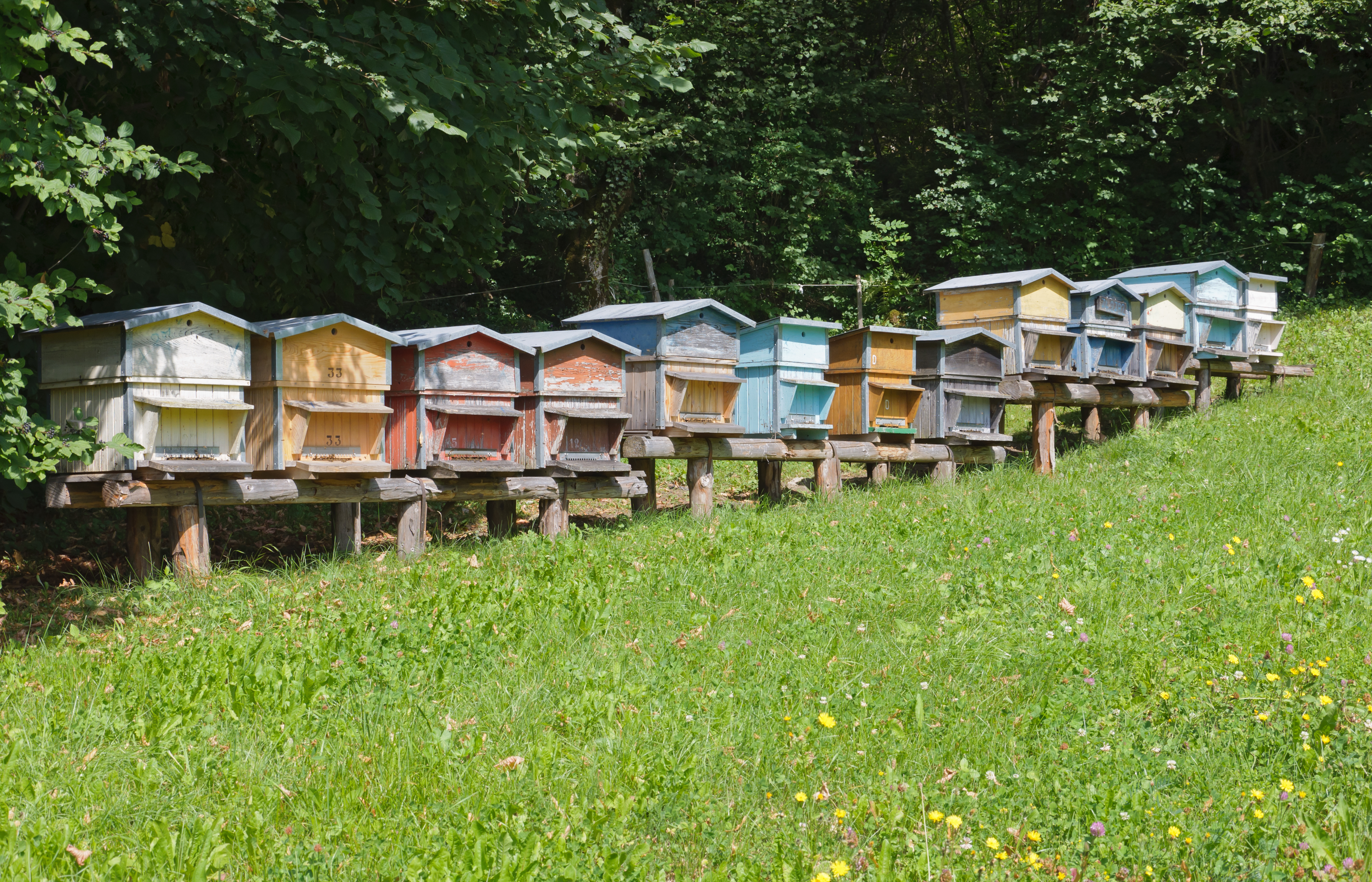
Ruches exploitées près de La Balme-de-Thuy, en Haute-Savoie
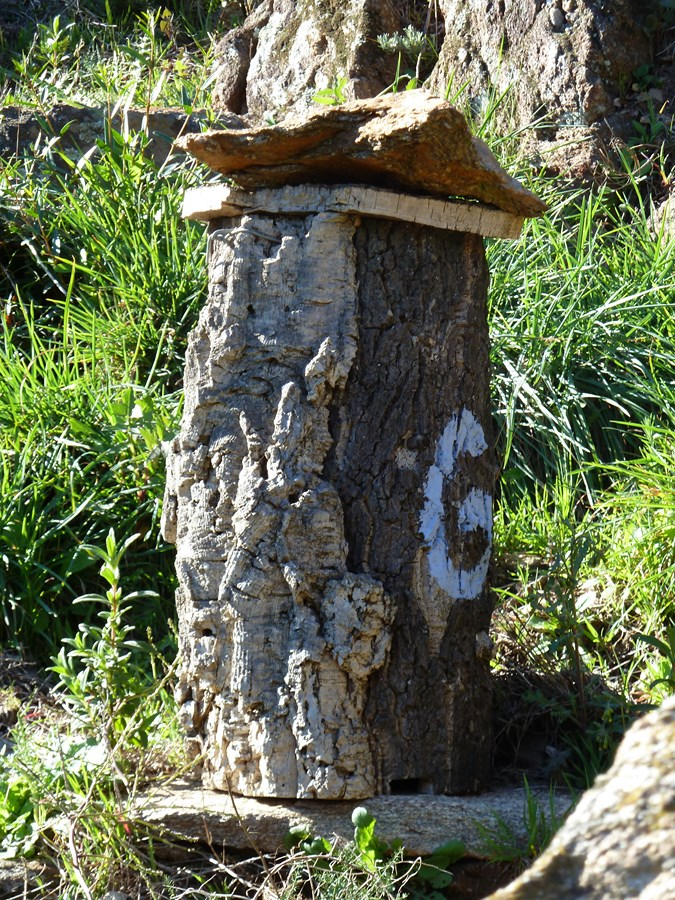
Brusc, ruche traditionnelle en liège près de La Garde-Freinet dans le Var.
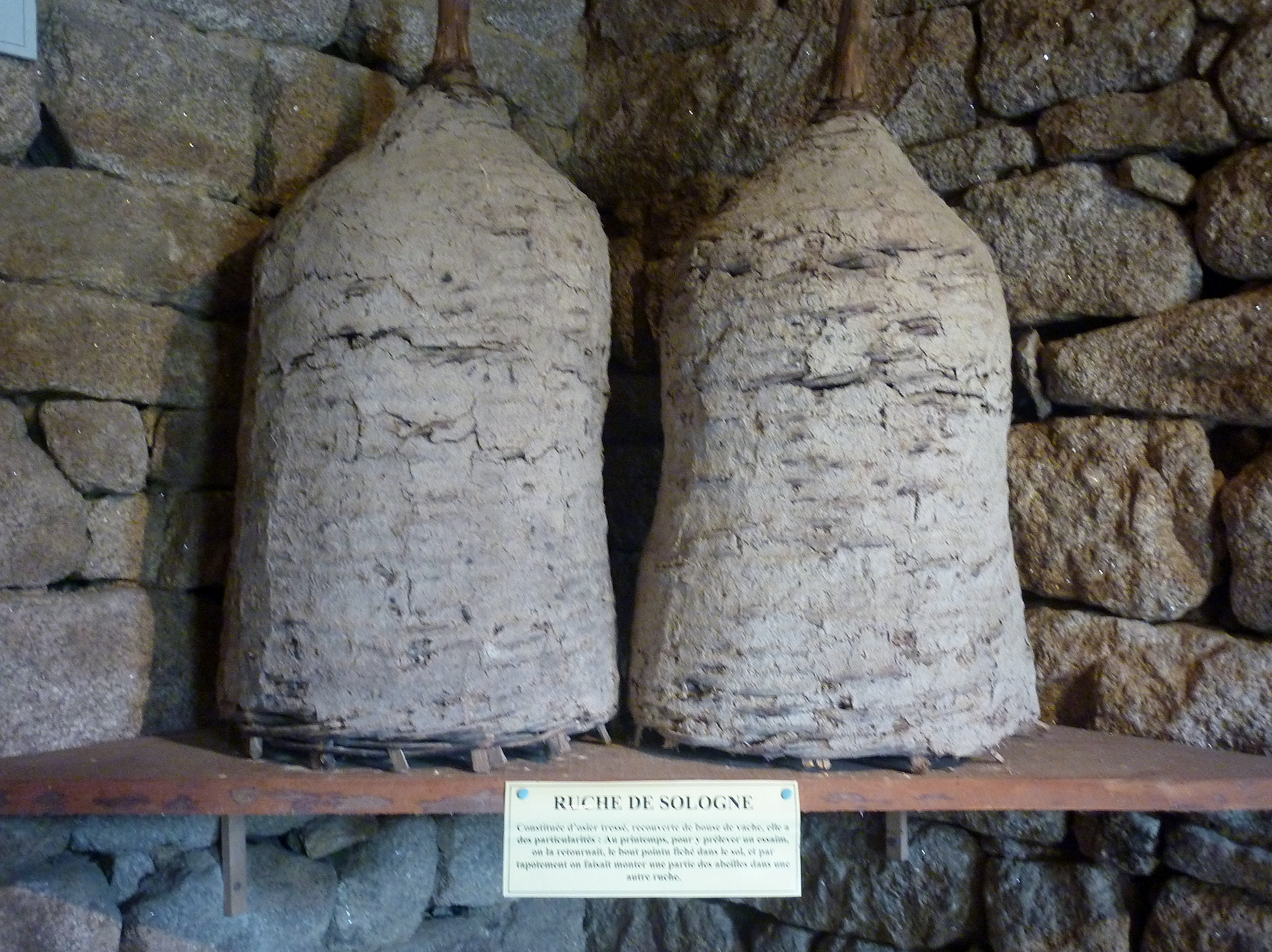
Ruches de Sologne constituées d'osier tressé et de bouses de vache
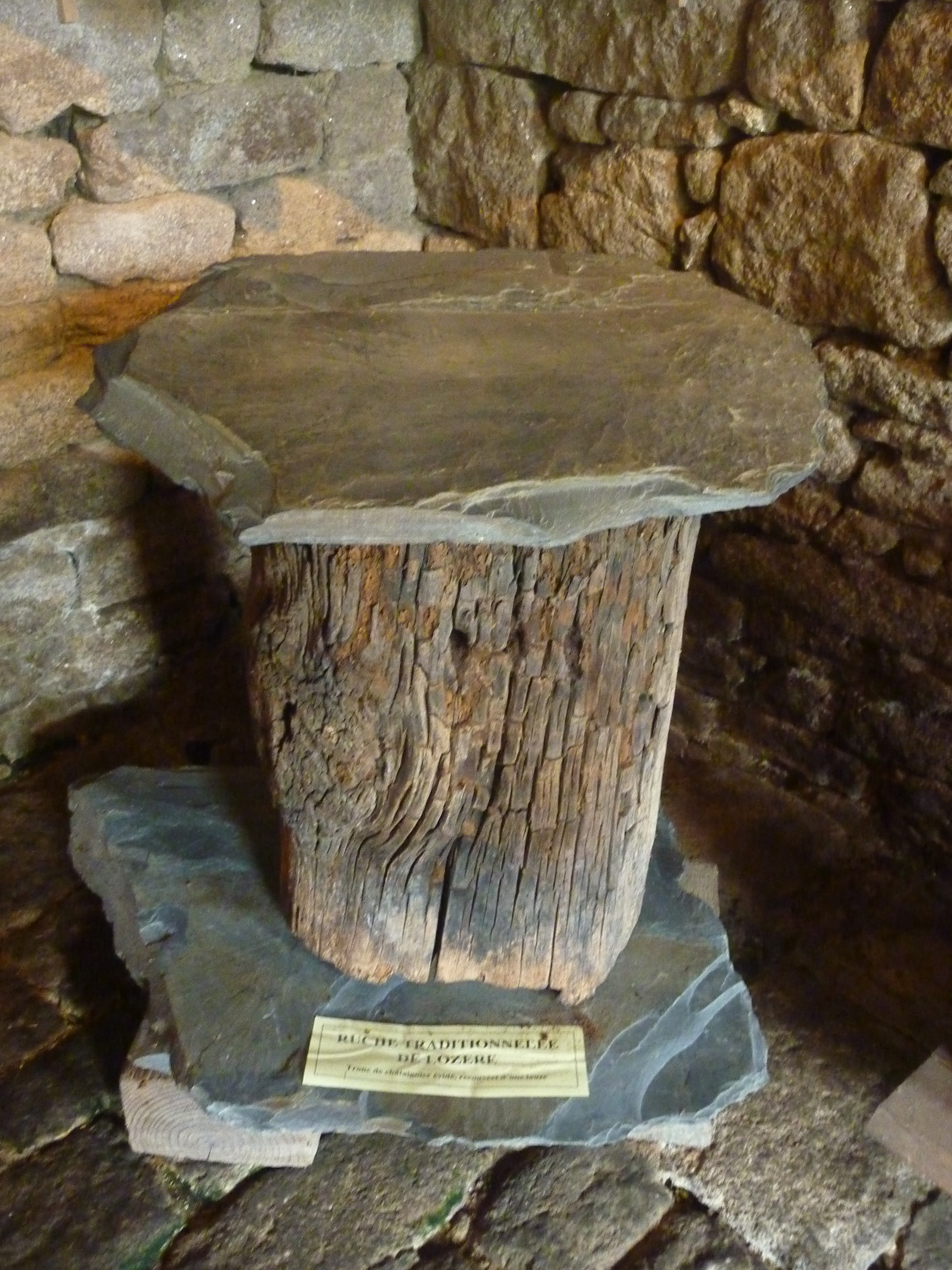
Ruche traditionnelle de Lozère (tronc de châtaignier évidé recouvert d'une pierre)
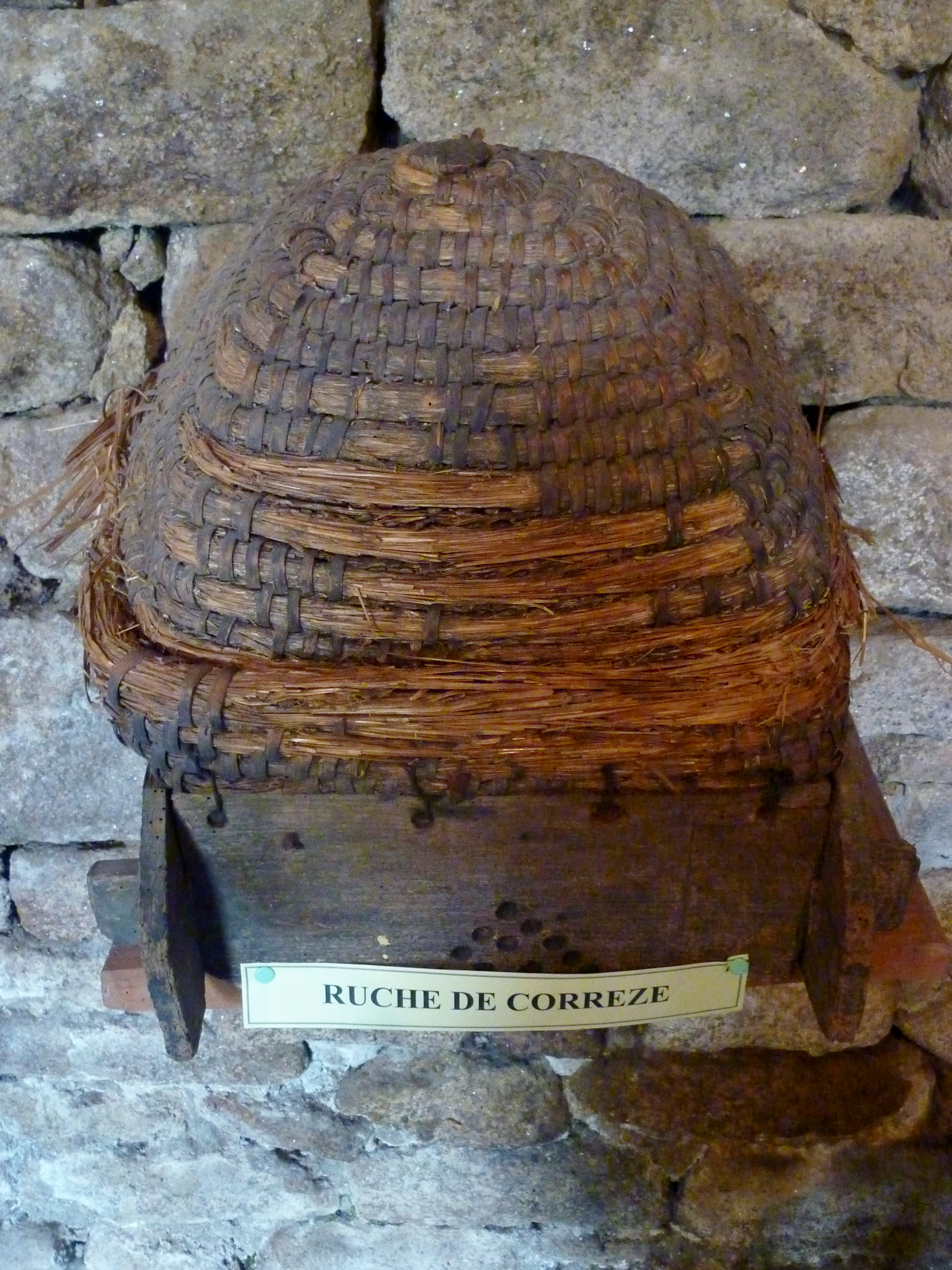
Ruche traditionnelle de Corrèze
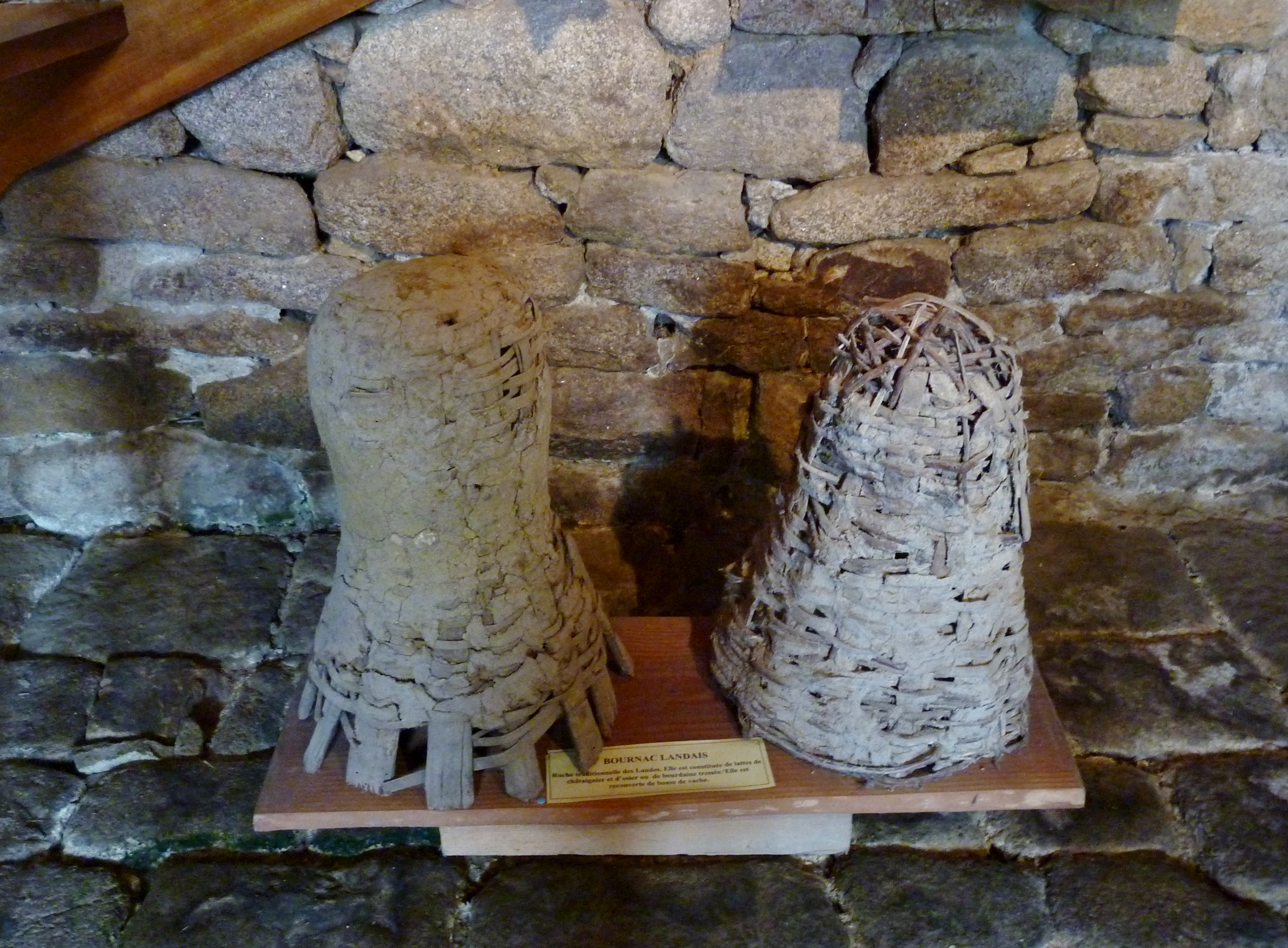
Ruche traditionnelle des Landes

## La ruche moderne

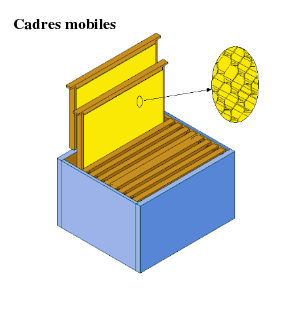
Corps de ruche Langstroth à cadres mobiles.

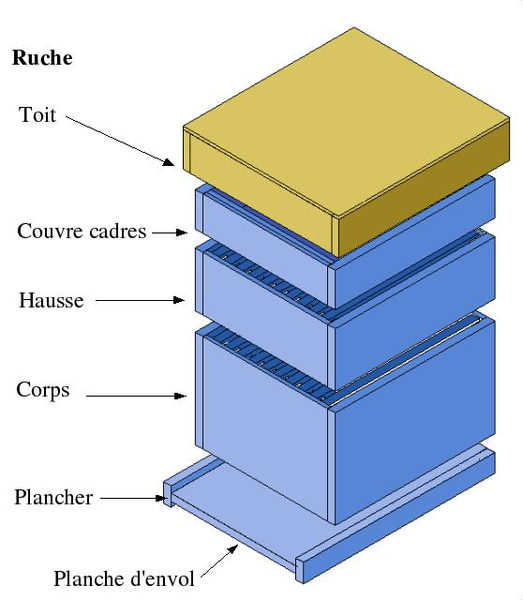
Ruche pastorale Dadant.

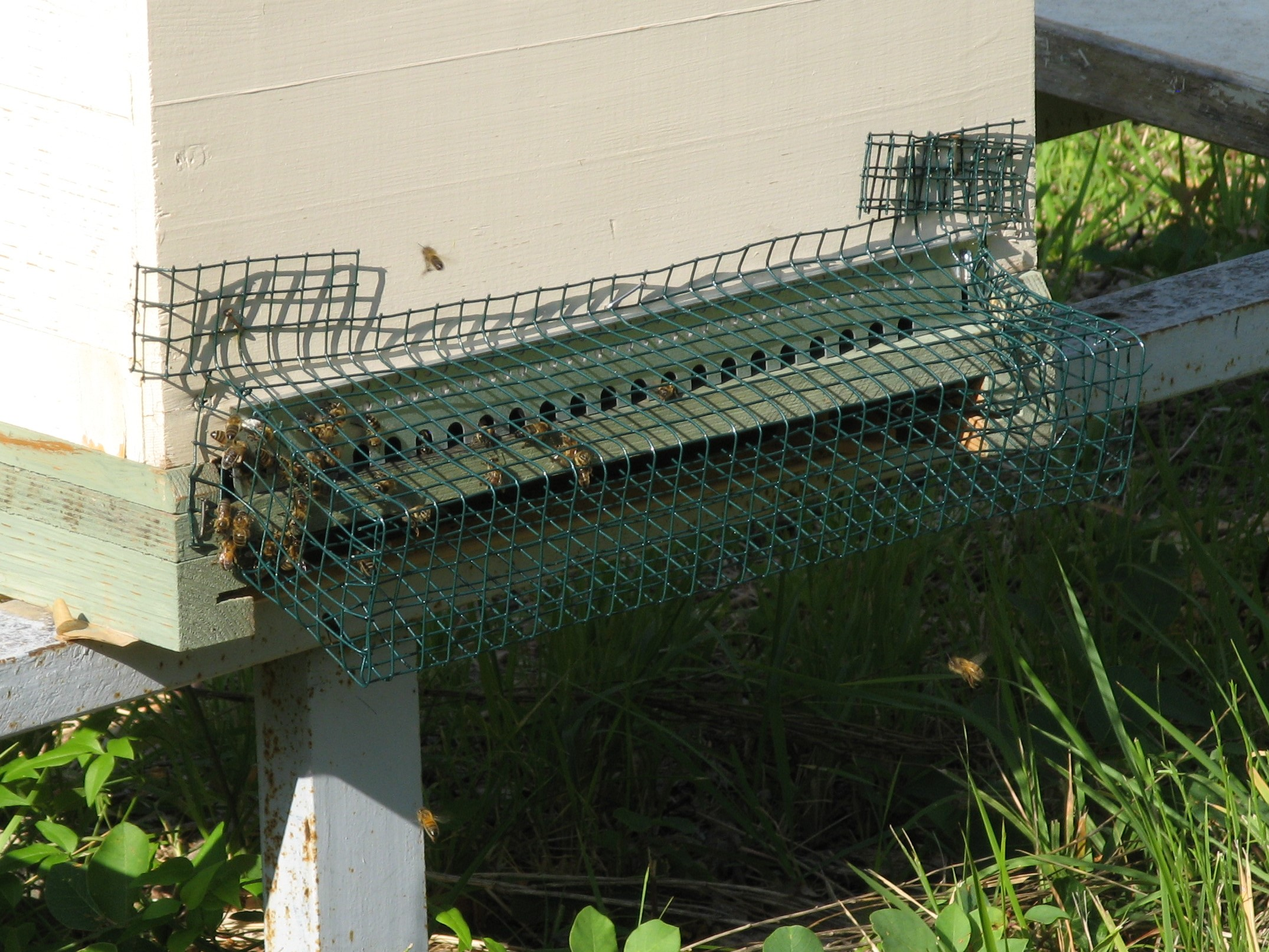
Réducteur d'entrée et grille pour protéger la ruche de frelons.

L'apiculture moderne a apporté les ruches divisibles, à cadres amovibles, facilitant la conduite des ruches.
Aux XIXe et XXe siècles, la recherche d'une apiculture rationnelle et une approche scientifique de l'apiculture ont conduit à la mise au point des ruches modernes, qui se caractérisent par l'adoption de cadres amovibles, de dimensions précises et standardisées.
Les cadres amovibles offrent la possibilité d'intervenir dans la ruche sans l'endommager. Avant leur invention, les abeilles fixaient directement leurs rayons de cire aux parois de la ruche pour les stabiliser, rendant l'extraction du miel difficile sans détruire une partie des rayons. Grâce aux cadres, les rayons construits par les abeilles peuvent maintenant être retirés et replacés aisément, facilitant ainsi le suivi sanitaire et les récoltes. Une fois le miel récolté, les cadres bâtis, désormais vides, peuvent être réutilisés durant plusieurs années. Cela permet aux abeilles de se concentrer sur la production de miel plutôt que sur la construction de nouveaux rayons, ce qui augmente leur productivité.
Il existe aussi des ruches à barres ou barrettes mais, dans ce cas, les abeilles fixent les rayons sur les parois de la ruche et on perd le bénéfice des cadres amovibles une fois que les rayons sont totalement bâtis. Les ruches kényanes sont des ruches à barrettes qui ont l'avantage d'être construites avec un angle de 120 degrés qui évite que les abeilles fixent les rayons aux parois de la roche.
Dans les cadres, l'apiculteur place généralement une feuille de cire gaufrée pour accélérer le travail de construction des rayons des abeilles mais sur les barrettes, on ne place généralement que des amorces de rayons de 1 cm de hauteur pour inciter les abeilles à bâtir le rayon dans l'axe des barrettes et non en travers sur plusieurs barrettes.
Il existe deux grandes familles de ruches : les ruches verticales modulaires à cadres qui peuvent être agrandies par empilement vertical de modules standard ; les ruches horizontales à barres qui peuvent être agrandies par ajout de barres, latéralement.
Les dimensions des ruches verticales varient en fonction du nombre d'éléments empilés, les horizontales ont toujours le même aspect extérieur, et elles sont assez spacieuses pour accueillir des rayons supplémentaires, au fur et à mesure du développement de la colonie.

### Ruches verticales modulaires

#### À cadres
Les ruches portent souvent le nom de leur inventeur. Les ruches verticales modulaires à cadres les plus courantes en France sont les ruches Dadant, Langstroth, De Layens (perfectionnée par Jean Hurpin) et Voirnot. On trouve aussi la Zander, qui se répand depuis l'Allemagne.
On dit qu'une ruche est divisible quand tous les modules qui la composent sont de mêmes dimensions. C'est le cas de la Langstroth et de la Warré. La Dadant peut aussi se conduire en divisible en n'utilisant que des hausses. Cette technique apicole a notamment été mis en place et popularisé par l'apiculteur allemand Karl Pfefferle.
La ruche Dadant est un exemple très répandu de ruches modernes. La Dadant 10 cadres est certainement la plus utilisée en Europe.
Les ruches verticales à cadres sont constituées d'un empilement de caissons ouverts au-dessus et en dessous dans lesquels sont emboîtés des cadres qui peuvent être déplacés indépendamment les uns des autres. On distingue le corps de ruche et les hausses. Le corps de ruche, c'est le domaine privé des abeilles et de leur reine. Tout ce qui est entreposé dans le corps appartient aux abeilles, il contient le couvain et assez de provisions pour qu'une colonie d'abeilles puisse passer l'hiver. la ou plusieurs hausses que l'apiculteur pose sur le corps de ruche au printemps et en été sont le domaine de l'apiculteur, d'où il tire le miel.
L'ouverture de la ruche se faisant par le haut, il est possible d'accéder aux hausses sans toucher au corps.
Cet empilement repose sur un plancher débordant sur un côté  et constituant une plate-forme appelé planche d'envol. C'est par là que les abeilles sortent de la ruche et y rentrent. Le plancher peut être remplacé par un grillage fin pour permettre l'évacuation du varroa lors de la toilette des abeilles.
Le tout est assorti d'un couvercle, dit couvre-cadres, et, pour finir, d'un toit.
Le corps et les hausses contiennent des cadres suspendus verticalement, sur lesquels les abeilles vont bâtir leurs rayons. Ces cadres sont amovibles : l'apiculteur pourra les sortir un à un de la ruche. Il pourra les remplacer, les placer dans une autre ruche, vérifier l'état de la colonie, etc.
Le corps peut être séparé des hausses par une grille à reine. Cela évite que la reine ponde dans les hausses. Ces grilles n'empêchent toutefois pas le stockage de pollen et de propolis dans les hausses, et freinent le mouvement des ouvrières, seules à pouvoir traverser la grille.
Les différents modèles de ruches se distinguent par leurs dimensions et le nombre de leurs cadres.

#### À barrettes
La ruche Warré, aussi appelée "ruche populaire", a été créée en 1923. Elle est modulaire mais fonctionne avec des barrettes et non des cadres. Cela la rend peu coûteuse (pas d'achat régulier de cadres et de cire gaufrée). Elle nécessite beaucoup moins d'entretien mais produit beaucoup moins de miel que les ruches à cadres.

### Ruches horizontales à barres

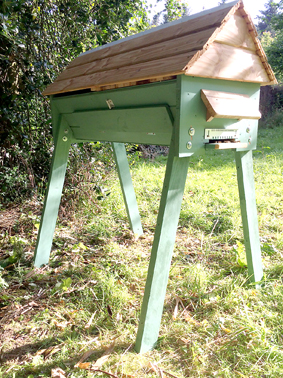
Ruche horizontale à barres.

Actuellement, la ruche à barres Top-Bar, adaptée aux régions chaudes, et de faible coût et demandant peu d'entretien, suscite un vif intérêt, autant dans les pays en voie de développement que dans les plus développés.
Ne possédant pas de cadres, ce type de ruche implique peu ou pas de manipulation des rayons.
Certains modèles possèdent des vitres qui donnent un accès visuel aux rayons pour le contrôle.

### Emplacement des ruches

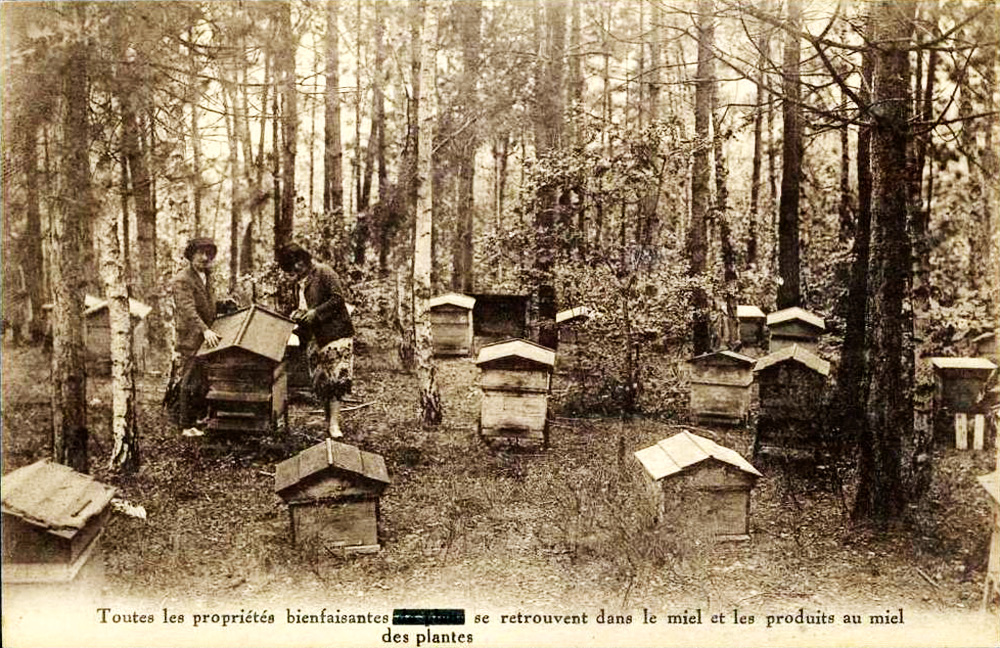
Ruchers installés en lisière d'une forêt.

Qu'elles soient à l'air libre ou dans un cabanon, les ruches doivent être situées de manière avantageuse pour les abeilles.
Quant à la végétation, il conviendra de s'éloigner le plus possible des agricultures les moins propres (pesticides, monocultures, etc.).
Une ruche ne doit pas être posée face à un obstacle (arbre ou bâtiment qui gênerait l'envol des abeilles), ou directement sur le sol (à cause de la végétation et des insectes invasifs). Les solutions consistent à placer une ruche suffisamment en hauteur, à couper régulièrement l'herbe susceptible de pousser devant l'entrée, et de placer les pieds de la ruche dans des bassines remplies d'eau (afin que les insectes rampants aient de la difficulté à y accéder).
Un rucher doit aussi être protégé du vandalisme, des animaux sauvages, et du climat. À ce titre, il peut être intéressant d'entourer le rucher d'une barrière (ce qui évitera aussi aux imprudents de se faire attaquer), et de placer les ruches en lisière de forêt, sous les branches d'un arbre. Si le relief est montagneux, les ruchers gagnent à être placées en haut des pentes, de manière à surplomber la vallée et à faciliter l'envol des abeilles. Par ailleurs, ces zones sont souvent éloignées des agglomérations et de l'activité humaine, d'où une sécurité accrue pour les colonies comme pour les gens.

#### Pour l'accès aux ressources
L'accès à l'eau et à la nourriture est vital. Un abreuvoir ou une mare peut subvenir aux besoins en eau de la colonie.
Pour les ressources florales, les apiculteurs placent leurs ruches dans un environnement plus ou moins diversifié. Cela aboutit par exemple à la production de miel "toutes fleurs" ou à dominante. Le déplacement des ruches ou la transhumance est possible, parfois nécessaire dans certains environnements de monocultures. On trouve des ruchers majoritairement en milieu rural, mais l'apiculture urbaine est possible.

### Fabrication des ruches
Les ruches sont presque toujours construites en bois. Malgré le capital sympathie du bois, ce matériau présente toutefois quelques inconvénients : incrustation de maladies dans les fibres, tenue dans le temps, nettoyage difficile, peinture régulière, coût à long terme.
Depuis les années 2010, les ruches se modernisent de nouveau, avec l'apparition de thermo-ruches. Conçues en matériau Polyéthylène haute densité, ces nouvelles ruches se prévalent d'une isolation sans pont thermique, d'un système de ventilation, et d'une meilleure résistance aux intempéries et aux incrustations. Certaines gammes incorporent une instrumentation permettant la surveillance du rucher et des colonies d'abeilles.
En 2015, des apiculteurs australiens, Stuart et Cedar Anderson, ont lancé un financement participatif sur la plateforme Indiegogo pour une ruche appelée Flow qui permet de récolter du miel sans l'ouvrir et en dérangeant donc moins les abeilles. Les alvéoles s'ouvrent en deux et laissent échapper le miel lorsque l'apiculteur actionne un robinet. Ce projet a récolté plus de 12 000 000 dollars américains au 20 juin 2015 alors que l'objectif était de 70 000 dollars, objectif largement atteint et considérablement dépassé. Ce principe innovant a été publié par un grand nombre de médias, y compris non spécialisés.

#### Couleur des ruches

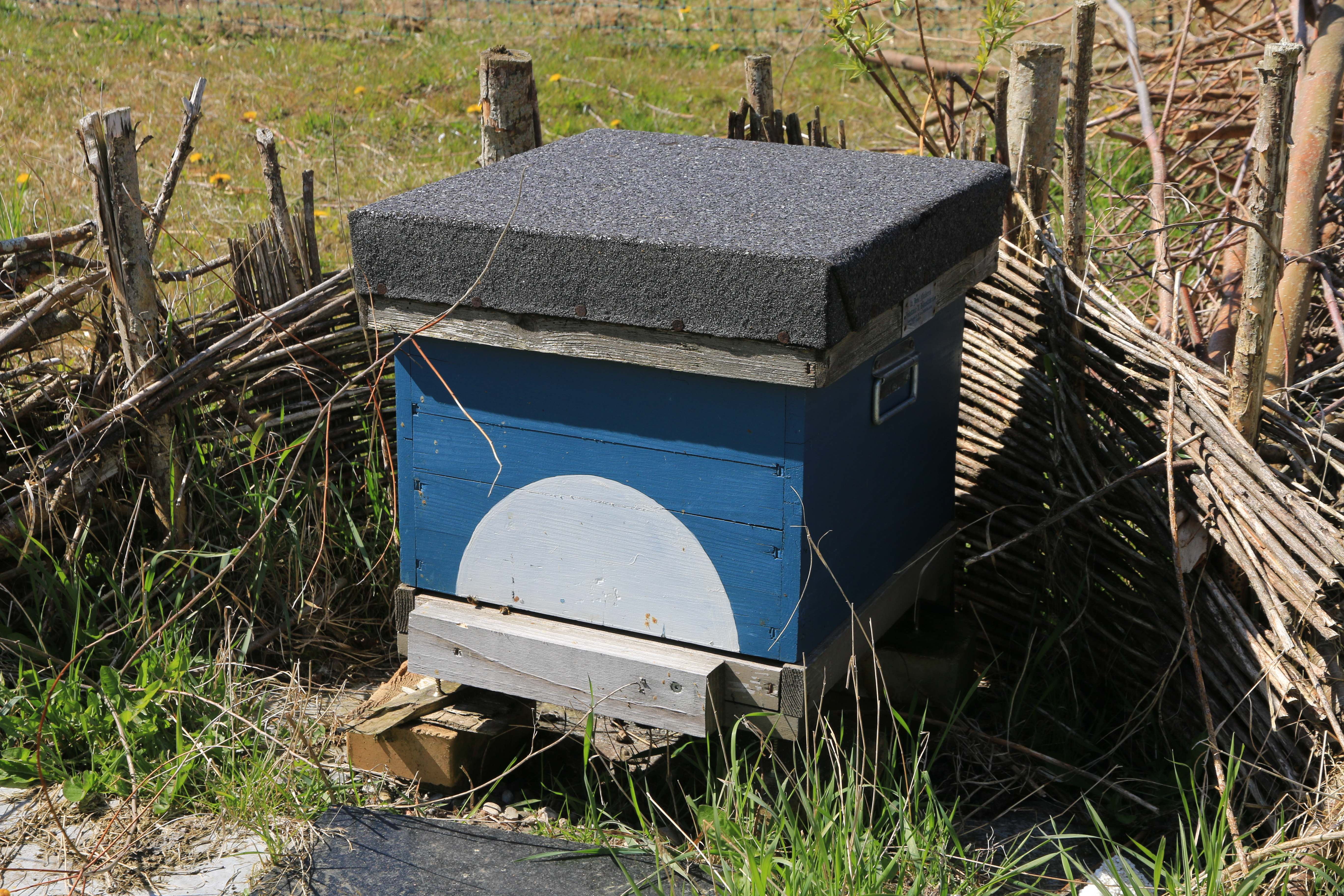
Un exemple de ruche bleue à motif distinctif.

Les ruches en bois sont généralement peintes à l'extérieur pour protéger le bois des intempéries. Elles peuvent être peintes dans de nombreuses couleurs (comme le bleu, le violet, le vert, le jaune ou le blanc par exemple qui sont très bien vus par les abeilles) mais il convient d'en éviter certaines telles que le noir et le rouge-orange.
le noir qui contribuerait à faire trop monter en température lors des périodes de fortes chaleurs. Les abeilles dépenseraient lors beaucoup d'énergie à ventiler (au lieu de butiner) pour maintenir une température supportable dans la ruche (les abeilles meurent au-delà de 48 °C). Pour la même raison, on choisira toujours les tons les plus clairs des couleurs choisies. Par exemple, du bleu clair plutôt que du bleu foncé. Quant au rouge et l'orange, ils sont mal perçus par les abeilles.
Pour aider les abeilles à retrouver plus facilement leur ruche, on recommande d'y peindre un motif distinctif (forme géométrique, lettre, numéro, personnage, etc.)[réf. souhaitée].
On peut utiliser une simple peinture acrylique, la peinture suédoise ou peinture à la farine ou des peintures "spéciale ruches" contenant de l'aluminium destiné à limiter les montées en température.

## En Afrique
L'apiculture avec des ruches modernes commence à être pratiquée en Afrique où souvent, c'était traditionnellement les essaims d'abeilles sauvages qui étaient exploités.
La modernisation des ruches dans le cadre de projets de développement rural permet de rentabiliser et rationaliser l'exploitation. Elle joue un rôle appréciable dans le développement économique local[réf. souhaitée].

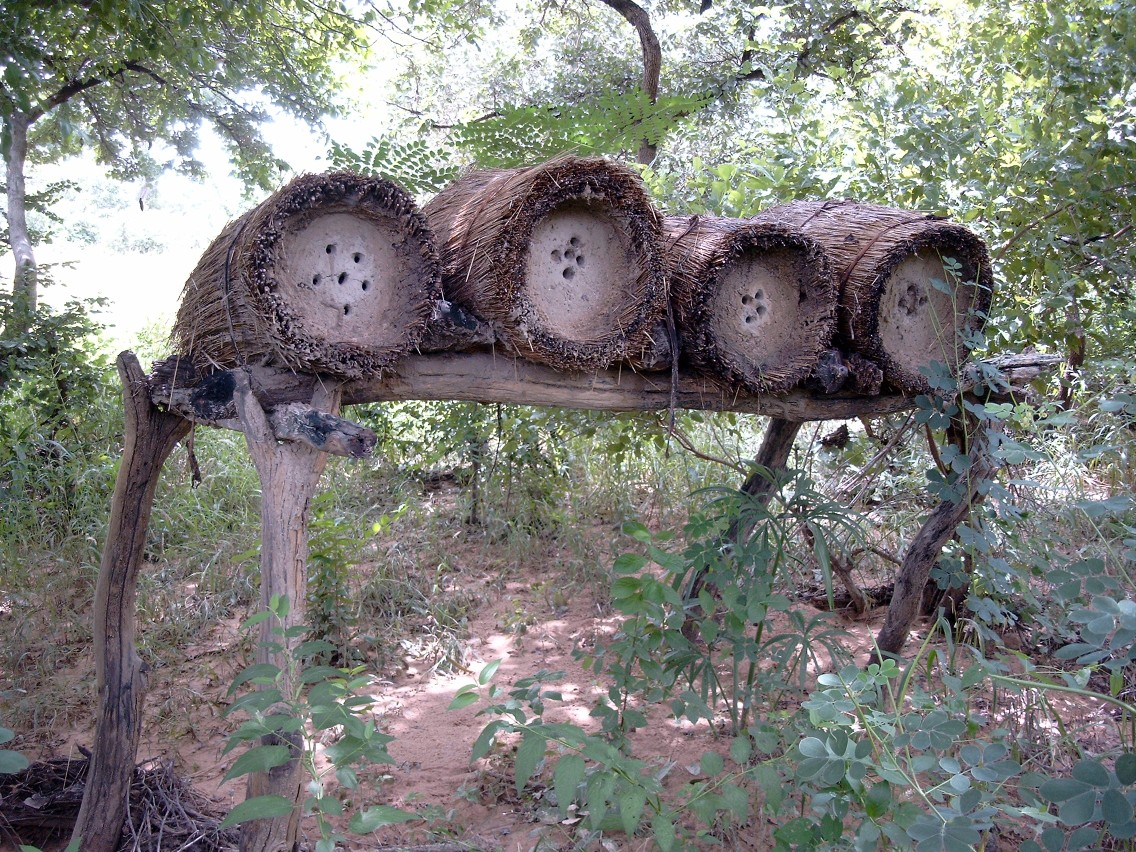
Ruches dans la région de Fada N'Gourma (Burkina Faso)
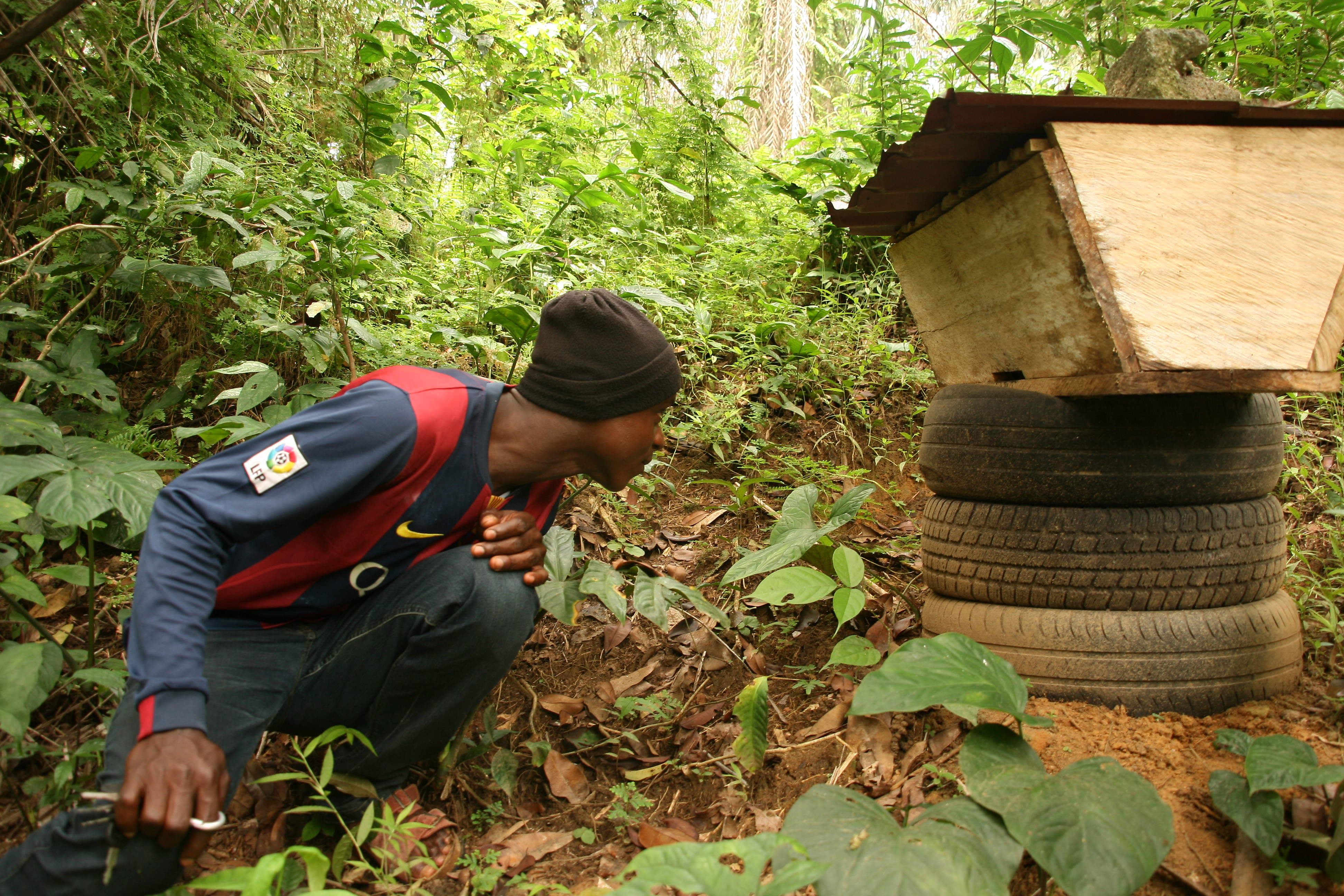
Ruche à Tayap (Cameroun)
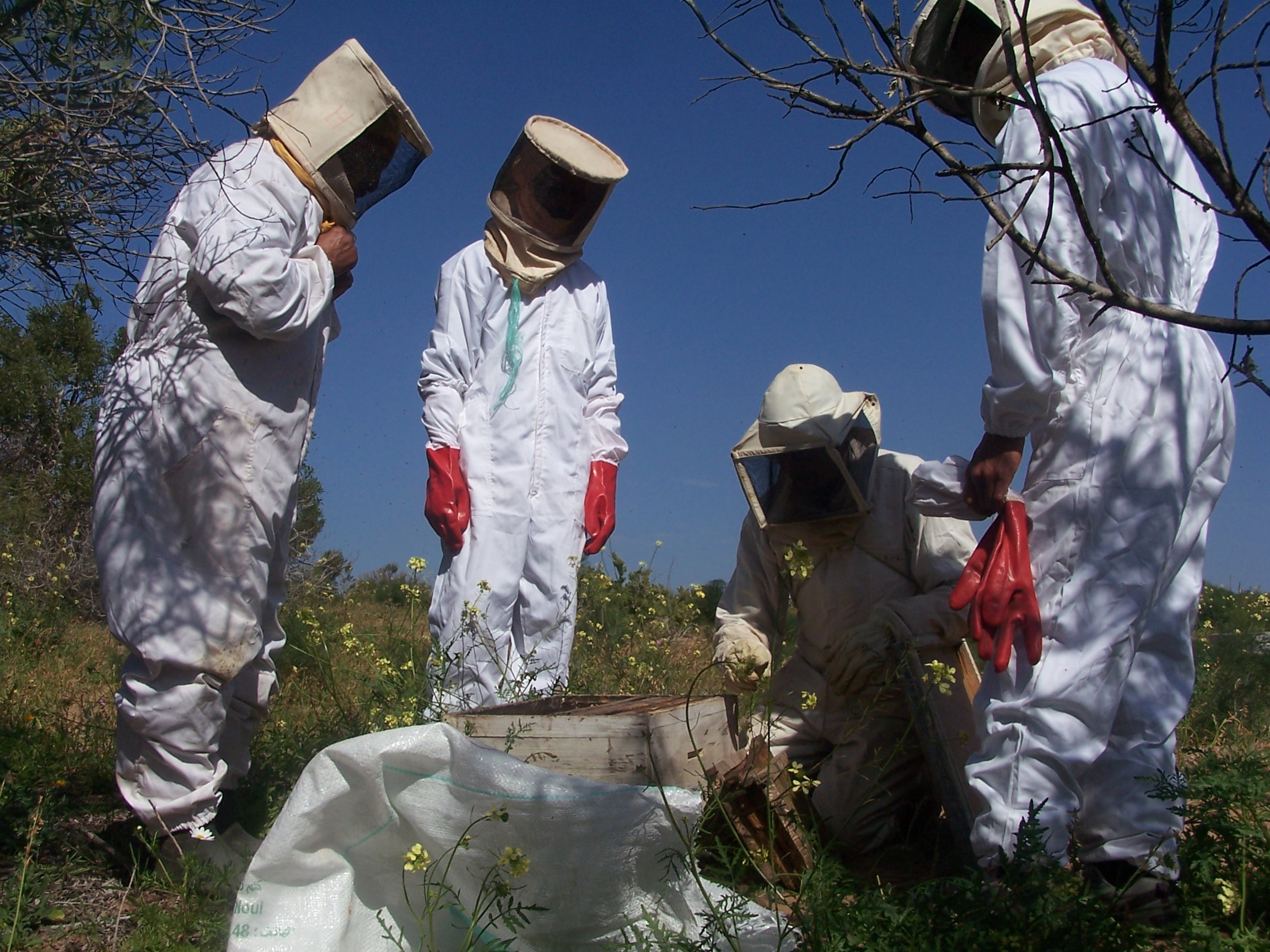
Apiculteurs au Parc National de Souss-Massa (Maroc)
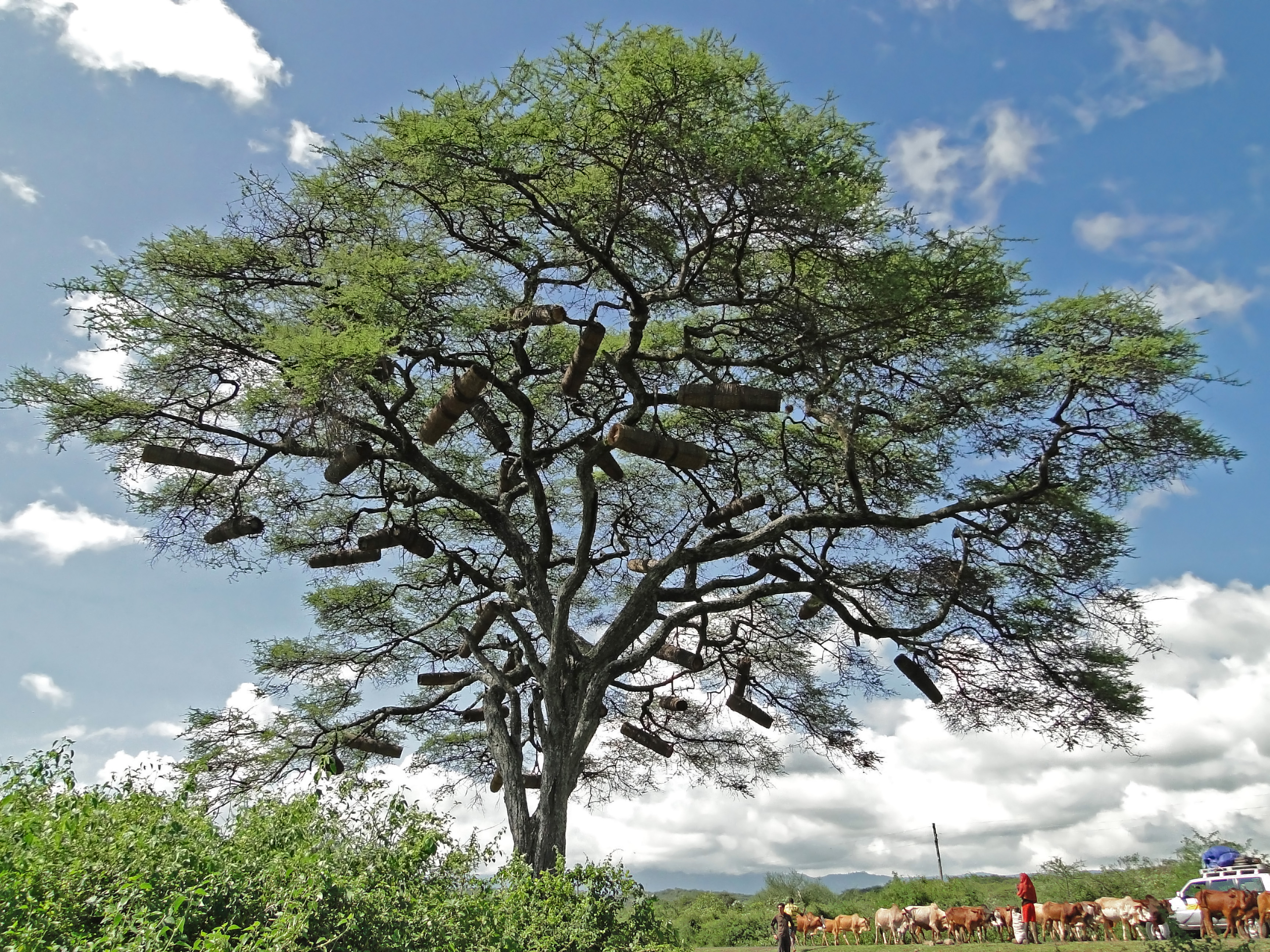
Arbre contenant plusieurs ruches en pays Konso, Éthiopie
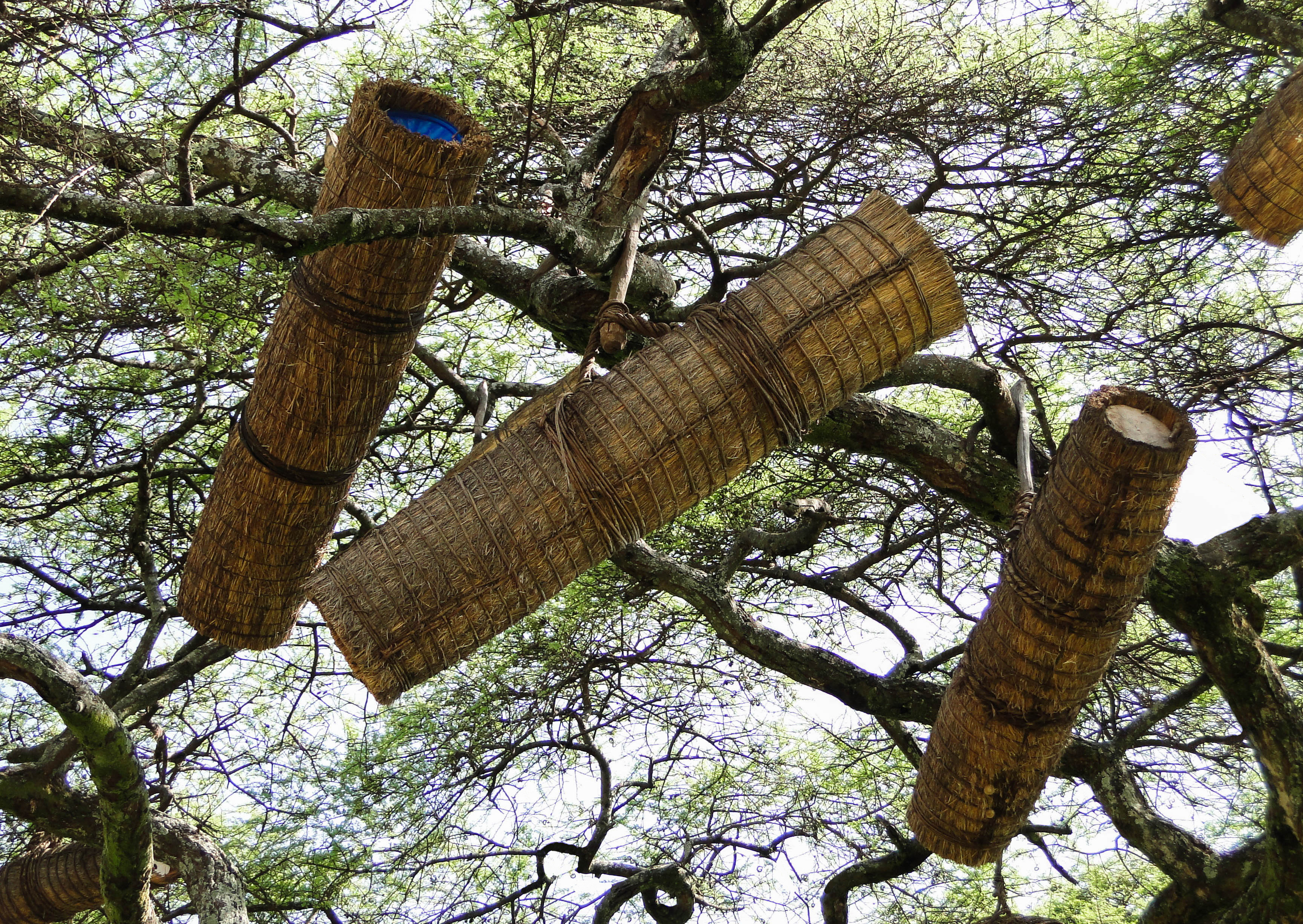
Ruches dans un arbre en pays Konso, Éthiopie

## Symbolique

### Calendrier républicain
- Dans le calendrier républicain, la Ruche était le nom attribué au 20e jour du mois de germinal[13].